# Diecezja Keimoes-Upington
Diecezja Keimoes-Upington – diecezja Kościoła rzymskokatolickiego w Republice Południowej Afryki, w metropolii Bloemfontein. Została erygowana w 1885 roku jako prefektura apostolska Orange River. W 1898 prefektura została podniesiona do rangi wikariatu apostolskiego, który w 1940 przemianowano na wikariat Keimones, zaś podczas reformy administracyjnej Kościoła południowoafrykańskiego z 1951 roku przekształcono w diecezję. W 1985 do jej nazwy zostało dopisane Upington. 
Kuria diecezjalna znajduje się obecnie w Keimones, katedra zlokalizowana jest w Pelli, zaś w Upington wznosi się konkatedra diecezji. 